# 門尾信彦
門尾信彦（1967年8月1日 - ）は、日本のプロレスラー。DEP所属。京都府京都市出身。身長184cm、体重105kg。

## 経歴
2002年11月4日SGPデルフィンアリーナ大阪大会に乱入し挑戦状を叩き付け、11月14日の中スポーツセンター大会でのプロレスVS空手・異種格闘技戦、対 加藤 拳 戦にて側頭部へのハイキック（2R・1:58）でTKO白星デビュー。空手技を主体に戦う。H17.2には総合格闘 大和会（現,ＤＥＰ／ダイワエンターテイメントプロレス）としてK-DOJOに連続参戦、初戦を飾る。 
一方、リング外では過去に有名模型誌数誌に掲載された腕前を生かしガレージキット原型製作･仮面ライダー･ウルトラマン･ガンダム･宇宙戦艦ヤマト等のプラモデルの製作依頼、完成品販売等モデラーとして高い評価を得る。現在、門尾模型倶楽部主宰。

## 得意技
- フィッシャーマンズスープレックス
- 雪崩式ブレーンバスター
- トラースキック